# 肯德基

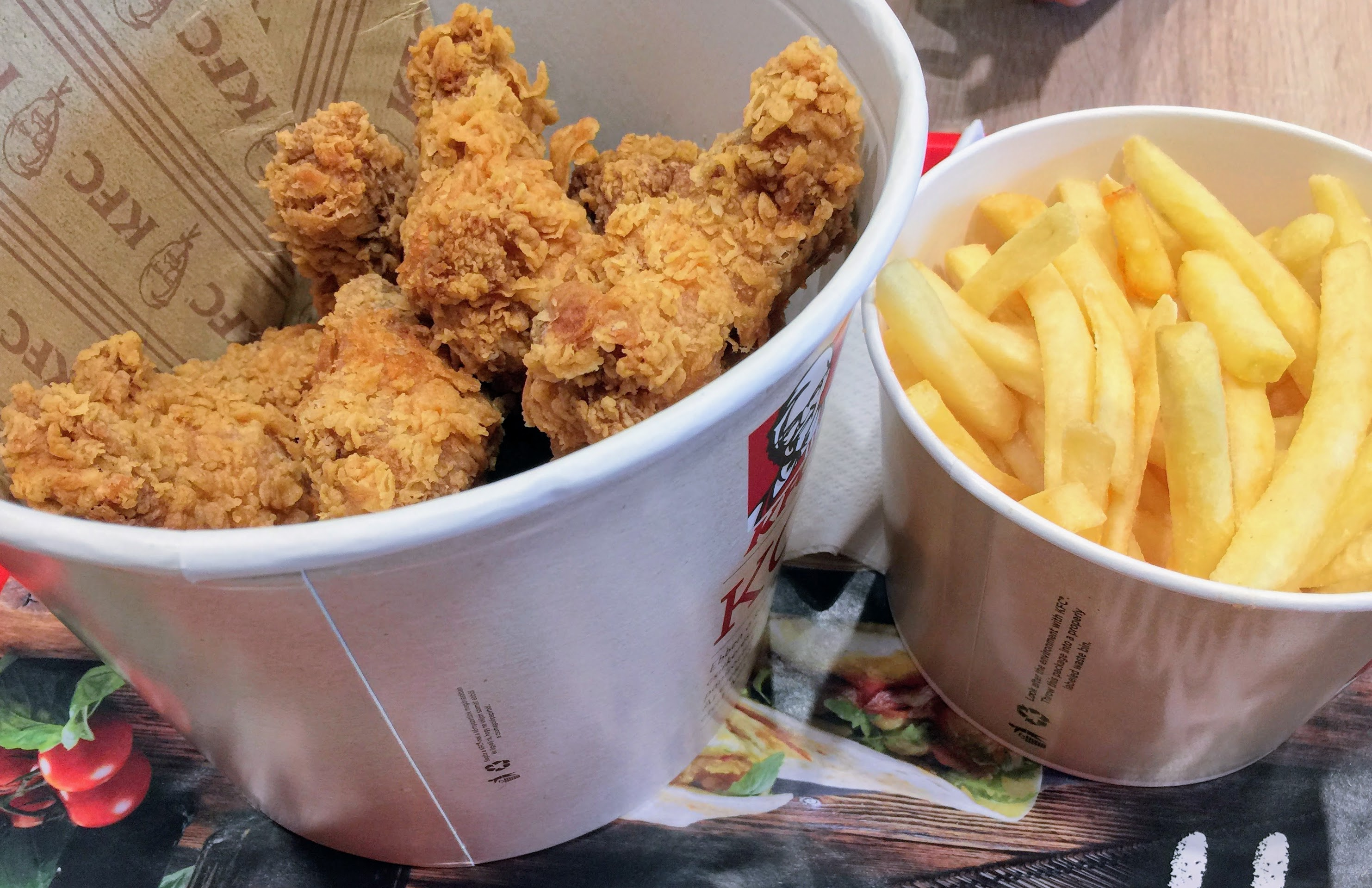
肯德基炸雞和薯條。

肯德基公司（英語：KFC Corporation），商業名稱肯德基，或稱肯德基炸雞（英語：Kentucky Fried Chicken），是一家以炸雞等為主要商品的美國快餐連鎖企業。它的總部位於肯塔基州路易維爾。截至2024年4月，它是全球銷售額僅次於麥當勞的連鎖餐廳，在全球150個國家/地區擁有30,000多家門市。該連鎖企業是百勝餐飲集團的子公司。哈蘭·桑德斯是該企業的創辦者和代表人物。
肯德基的原味炸雞配方是餐飲產業最著名的商業機密之一。

## 历史

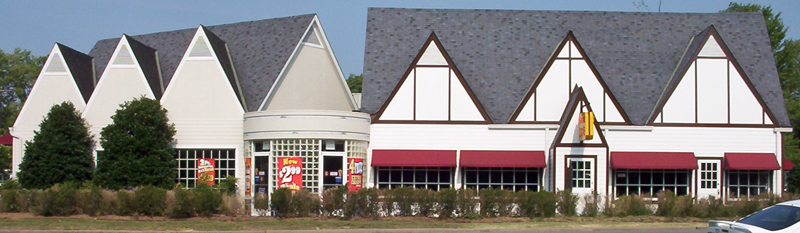
哈兰德·桑德斯咖啡馆与博物馆

哈兰德·桑德斯在1890年出生，生长于美国印第安纳州亨利维尔地区。桑德斯5岁时，父亲逝世，迫使母亲在一家罐头工厂工作。身为长子的他便照料他的两个弟妹。7岁时，桑德斯的母亲教他如何烹饪。桑德斯在12岁时离开家后，从事不同行业，成败参半。1930年，他接管位于肯塔基州北科尔宾（阿巴拉契亚山脉边缘的一个小镇）之外的25号美国国道的壳牌加油站。在这里，他根据自小学会的配方：炸鸡及其他菜肴，如牛排和乡村火腿，为旅客供应食物。桑德斯在自己的餐桌上供应了4年后，在公路的另一端买下更大家的加油站，扩展到六桌。直到1936年，因为桑德斯的功绩，肯塔基州州长鲁比·拉冯授予他肯塔基州上校这个荣誉称号。1937年，桑德斯将餐厅扩大到142个座位，并在对面的街道买下并增设汽车旅馆及咖啡馆。
然而，在桑德斯66岁的时候，他因美国75号路修路，被迫卖掉餐厅，依靠社会保险金生活。而那点钱根本不够用，于是他走遍全国推销他的炸鸡方法。如果饭店喜欢炸鸡味道，签约卖的每一块鸡，缴5分钱给上校。桑德斯把公司总部搬到肯塔基州的Shelbyville，並于1964年从厨房退出，把生意卖给一组投资者，但一直擔當公司的发言人，在1950年代到1970年代之间拍了许多电视广告。桑德斯于1980年逝世。

## 管理者
肯德基是百胜集團属下的子公司，百胜是全球最大餐饮公司之一，根據外部資料估算，2013年肯德基的全球年销售總收入估计是230亿美元。肯德基总部设于肯塔基州路易维尔市加德纳巷（Gardiner Lane）1441号。由于总部大楼与美国总统官邸有几分相似，也被通称为“白宫”。总部设有行政办事处，以及公司的研究开发设备。肯德基于特拉华州威尔明顿市北奥兰治街（North Orange Street）1209号注册成立。
身为百胜董事长及首席执行官（CEO），大卫·诺瓦克（David C. Novak）需负起经营肯德基的首要责任。苏敬轼是百胜中国事业部董事长及首席执行官，潘特（Muktesh Pant）是肯德基首席执行官，理查德·T·卡鲁西（Richard T. Carucci）是百胜主席，而罗杰·伊顿（Roger Eaton）是百胜首席运营官（COO）兼肯德基主席，韩国艺人李泰京是百胜董事会成员兼肯德基韩国负责人。
截至2013年12月，肯德基在118个国家和地区拥有1万8875个分店。

## 特許经营
其分店由特许经营商拥有，或由公司直接持有。11%的分店由公司持有，其他由特许经营商经营。
在美国拥有4491间分店，在中国拥有4563间分店，在世界其他地区拥有9821间分店。

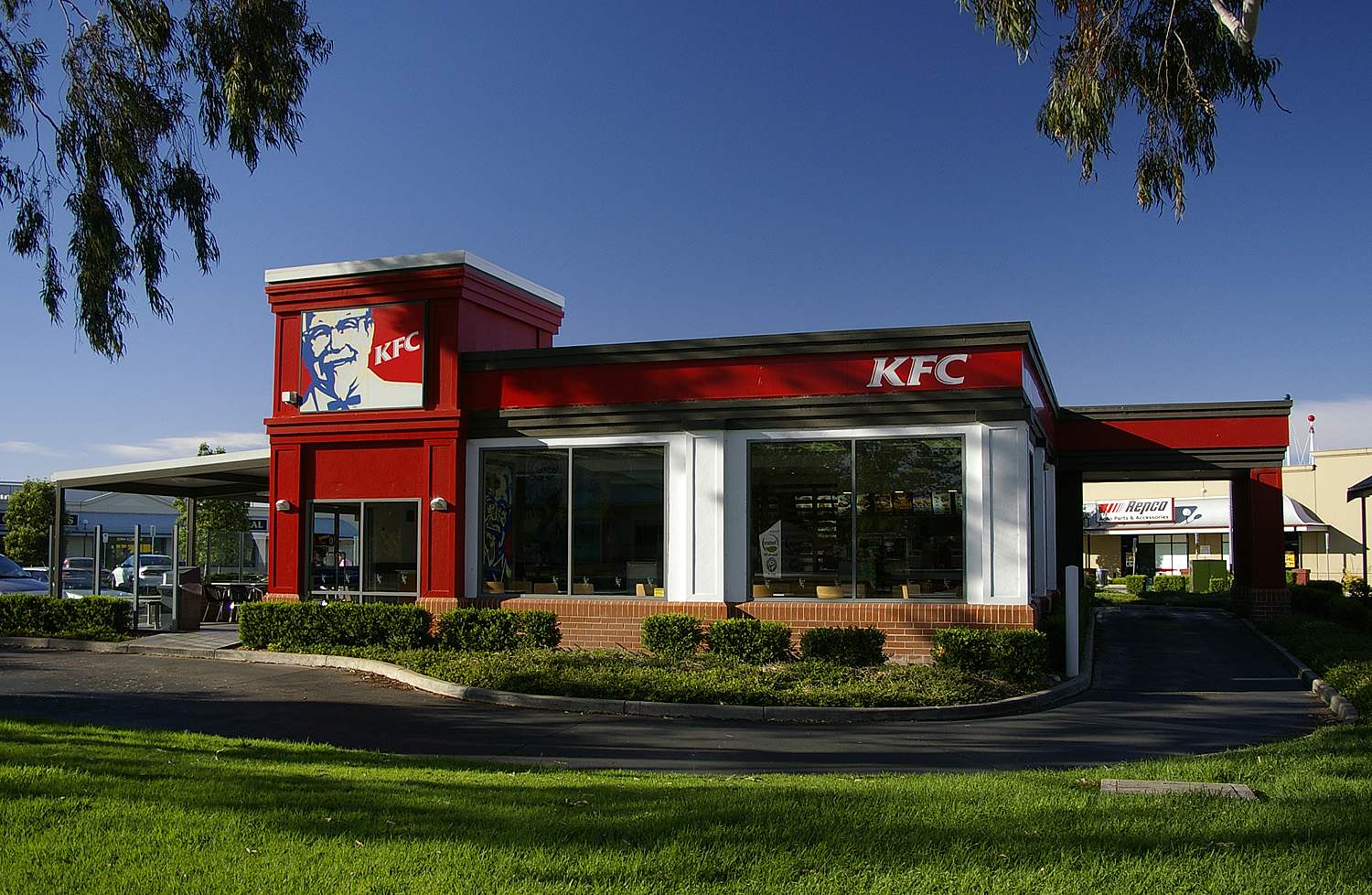
位于澳大利亚的肯德基独立式得來速分店

肯德基全球分布圖

大多数餐厅都设有公司创办人哈兰德·桑德斯上校的图像除了店内食用以及外带，许多独立式肯德基餐厅也提供得来速的选择。。
肯德基在少量市场也提供有限送外卖服务。
全球每天平均在每家肯德基餐厅有250个订单，大都发生在2小时的高峰时段。贩售亭设有限定菜单，在非传统地点如加油站、便利店、体育场、主题公园、学院经营，而这在一间全面的分店并不实际。

## 分店

### 美國國內
根据的预算，肯德基2013年在美国的销售量为42亿2000万美元。

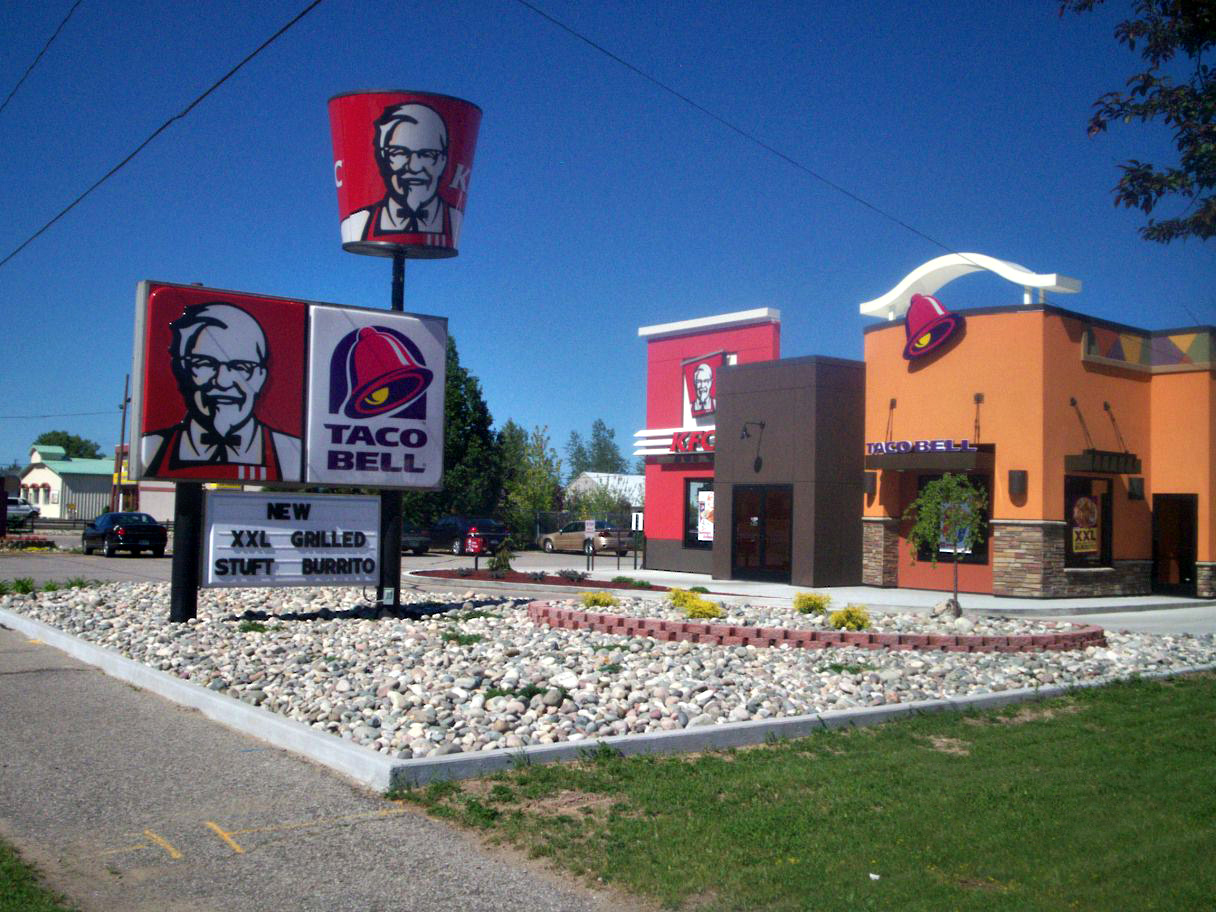
位于密西根州的奥斯科达非建制地區（Oscoda）的肯德基–塔可鐘联名品牌

肯德基在美国的基本特色是物价低廉、菜单有限（平均有29项）、强调外带。许多肯德基餐厅与塔可鐘、必胜客或其他百胜餐厅位于同一地点。当百胜拥有海滋客以及艾德熊时，这些快餐店也经常与肯德基位于同一地点。这些地点往往显得如同同一家餐厅，提供包含来自两家快餐店的食品的菜单。截至2003年，美国拥有354家肯德基–塔可鐘联合餐厅，提供肯德基和塔可鐘的快餐，有13家提供肯德基完整菜单以及限量的必胜客食品。这个概念源自于1991年，当时弗吉尼亚州开设一家肯德基–塔可鐘联合餐厅。某些地点是以结合肯德基、塔可鐘和必胜客开张的，但这未能成功，百胜首席执行官大卫·诺瓦克则怪罪于缺乏特许经营商的承诺。
起初，桑德斯与肯德基使用氢化植物油来炸鸡，但是，1980年代，公司开始转而使用廉价食用油，如棕櫚油或大豆油。2000年代，这些食用油的反式脂肪含量相对较高变得明显，而反式脂肪会增加心脏疾病的风险。截至2007年4月，公司所有美国分店改用无反式脂肪的大豆油。
2008年，诺瓦克说，肯德基在美国的销售量低，是因为缺乏新点子和新菜单。2009年春季推出的肯德基烤鸡仅暂时停止销售量下滑。2010年，肯德基宣布复兴计划，包括改善餐厅经营、推出价值食品，以及在菜单上提供更健康的选择。同年，《广告时代》（Advertising Age）指出，肯德基正因为其规模较小的竞争对手，而失去市场份额。2011年，彭博新闻称肯德基美国为“败给麦当劳股份有限公司”。2012年，杂志《福布斯》形容多个肯德基分店“老套、不吸引人”，公司也“很久没有推出有趣的新食品了。”
2012年，《彭博商业周刊》形容，肯德基在发展中地区，特别是非洲、中国和印度，是个“强有力的选手”，然而在美国却被竞争对手如、大力水手炸雞打败，致使肯德基的市场份额下降。有分析师推测肯德基将在美国关门大吉。同年，公司开始出售公司持有的美国餐厅给特许经营商经营，有意将公司总体持有的分店从35%减至5%。

### 美國國外

#### 英国

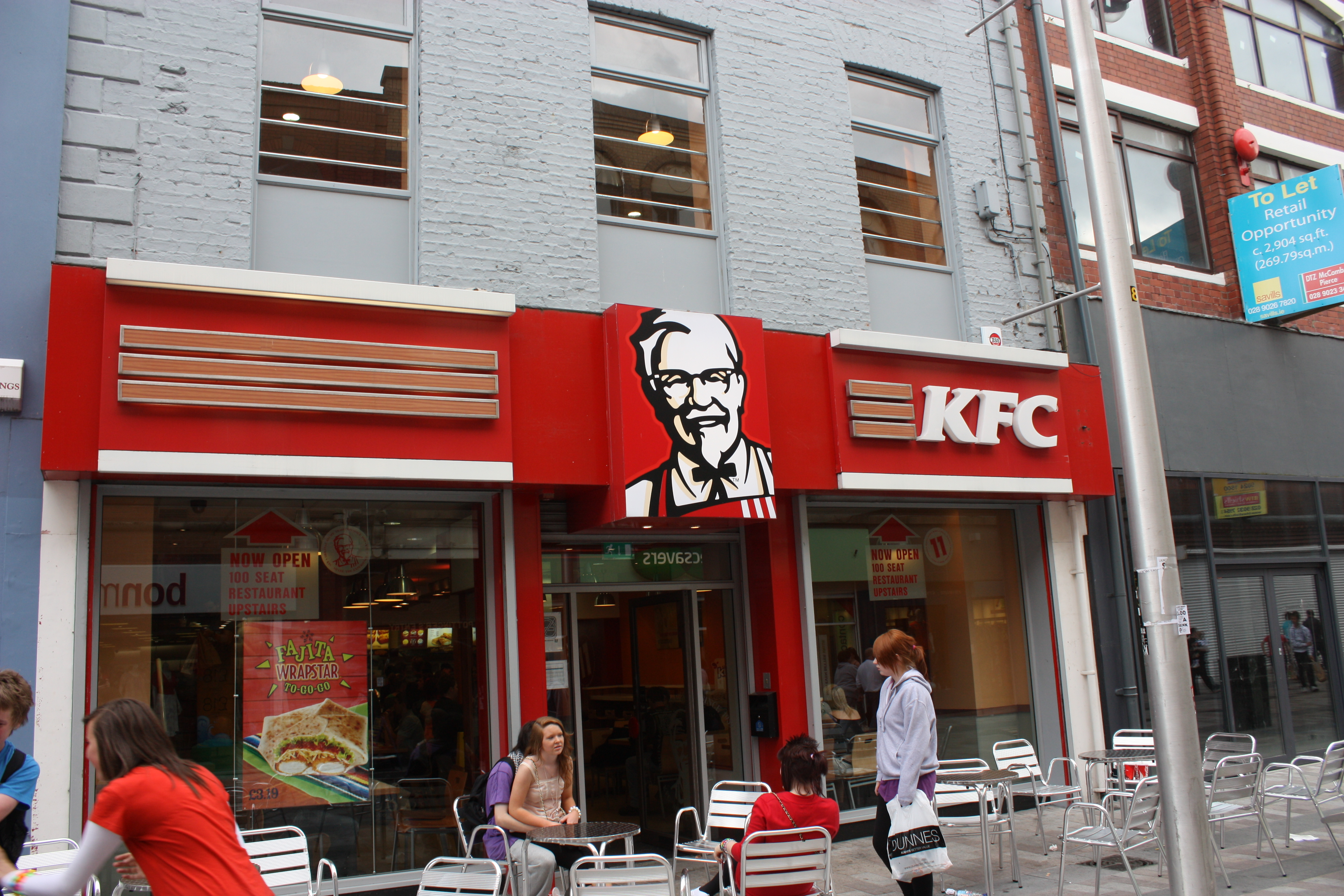
位于北爱尔兰贝尔法斯特市的肯德基

截至2013年，英国有784家肯德基餐厅。大约70%由特许经营商经营，其余为公司持有。公司雇用了2万4000名员工。大约400家为得來速设备。分店平均营业额为100万至150万英镑之间。
常年销售等于6万公吨的鸡，有60%是采购自英国四大供应商，包括法琴达集团（Faccenda Group）和两姐妹食品集团（2 Sisters Food Group），并每周至少三次新鲜分发到各分店。其余40%采购自欧洲、泰国（包括卜蜂食品）和巴西公司。所有原始配方的鸡是在英国国内采购的。
1965年5月，英格兰在西北部的普雷斯顿开设肯德基第一家海外分店，是英格兰第一家美式连锁快餐公司，将近十年后麦当劳、漢堡王以及必胜客才到来。1968年11月，北芬奇利（North Finchley）增设第一家伦敦分店。肯德基从1971年的31间分店，增至1975年的250间分店。1970年代末期以及1980年代，各餐厅开始引进座位。肯德基于1984年在英国开设第一家得来速餐厅。1987年为止，公司有将近400间分店。

#### 日本

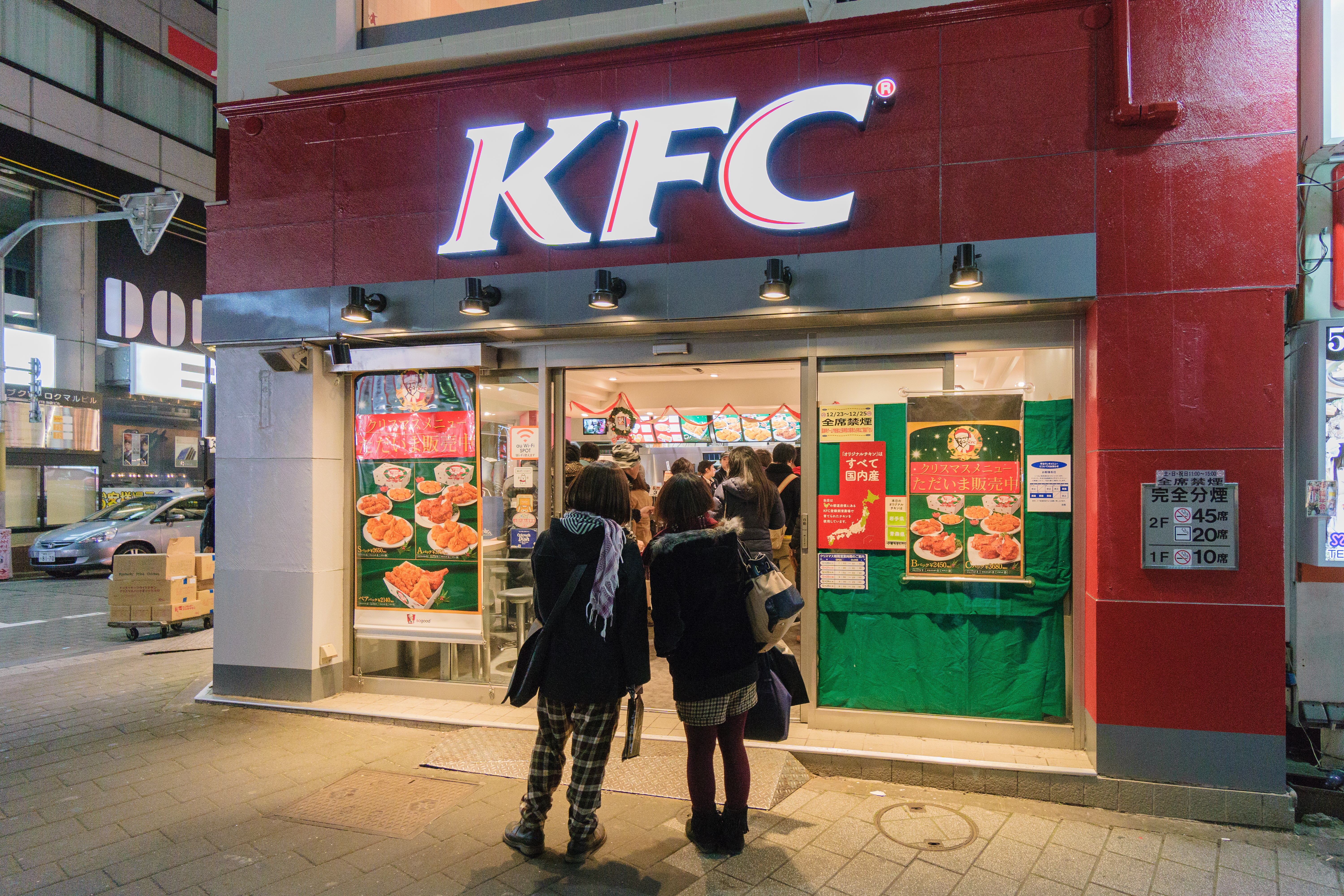
2014年圣诞节期间，东京池袋的一间肯德基餐厅，可见门口张贴的圣诞套餐宣传海报

日本是继中国和美国后，肯德基的第三大市场，设有1200间分店。在日本，有70%的销售额是外带，顾客倾向于买炸鸡来举办庆祝会以及其他特殊场合，将它作为小菜。
肯德基日本原本是美国总公司与日本的三菱商事合资形成的。经过四年的谈判，三菱获得经营日本肯德基的特许经营权，并于1970年3月在大阪世界博览会上开了一家试验餐厅。证明成功后，1970年11月，第一家正式餐厅于名古屋市的郊区开业。美国总公司希望在郊区营业，但三菱却认为应该在市中心开办分店，因为当时日本并未广泛运行汽车。大阪市再增设两家餐厅，但由于分店正挣扎于营业，少于一年，日本的肯德基已亏损1亿日圆。因为这次的亏损，三菱转而按原定计划在市区开设餐厅。
1972年，第一家新策略分店于神户市开门营业，神户市是西方侨民聚集地的高档市场。新策略取得成功，1973年为止增设了100间分店。1974年12月，肯德基日本开始推行炸鸡作为圣诞餐。自那时起，在圣诞节期间吃肯德基成为日本广泛实行的习俗，在日本的肯德基圣诞节套餐甚至需提前数周预订。哈兰德·桑德斯本人曾于1972年、1978年和1980年亲自走访日本的肯德基。
1990年8月，肯德基日本列于东京证券交易所。肯德基从1980年代日本的经济增长中获益，但是快餐店迅速扩张，使各特许经营商互相抢夺市场份额，致使1990年代中期有大约100间分店关门大吉。2000年，据肯德基日本报告，其销售额将近5亿9800万美元。2007年12月，三菱在一次148亿3000万日圆的交易假定对肯德基日本的主要控制权。

#### 香港
1973年，肯德基在香港開設首家分店，但1975年麥當勞在香港開業後便撤出，直至1985年才由新代理商再在香港設店。肯德基為香港人的口味推出如白汁雞皇飯等食品。目前在港澳有超過92間分店。

#### 印尼

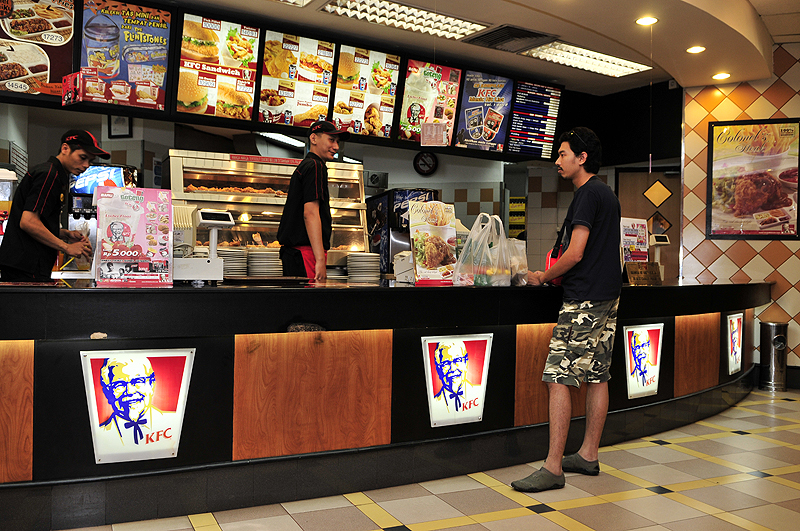
位于印尼萬隆的肯德基柜台

肯德基是印尼最大的西式连锁餐饮业，截至2013年12月，印尼有466间分店。连锁公司变得拥有32%的市场份额，菜单上售卖的有意大利面、鸡粥等。主要的特许经营商是。
1979年，雅加达开设印尼第一家肯德基餐厅。1990年，印尼最大的企业集团林氏集团（Salim Group）成为大股东，提供公司大规模扩张的资金。主要的特许经营商于1993年公开列于印尼證券交易所。

#### 台灣
1984年7月1日進入台灣市場，由統一企業以特許授權的方式向百勝取得台灣區經營權，並與日商三菱商事、三和株式會社共同出資成立公司。
1985年4月16日，在台北市西門町（武昌街二段141號）設立了台灣第一家肯德基門市。
1995年，統一企業與百勝的授權合約期滿後，並沒有將經營權交還百勝，而是將持有的台灣肯德基股權售予香港商 Wybridge，成立「台灣桑德斯公司」經營，百勝因此被迫於隔年另外在台設立子公司經營直營店，形成直營與加盟系統並行的局面。
百勝與 Wybridge 在2001年協議由百勝直接經營肯德基在台所有門市，將台灣桑德斯併入百勝的在台子公司，改組成立「台灣百勝肯德基公司」，並開放個人加盟。
2010年，肯德基把「台灣百勝肯德基公司」經營權賣給英商怡和集團，由怡和餐飲股份有限公司經營，2016年更名為「富利餐飲股份有限公司」。
個別在2004年即2005年，推出「這不是肯德基」與「您真內行」的廣告，頗為知名。2013年上校薄脆雞上市後取代了原本的薄皮嫩雞，下架數個月後因招受到顧客抗議，薄皮嫩雞在少數分店恢復銷售。

#### 中国大陸

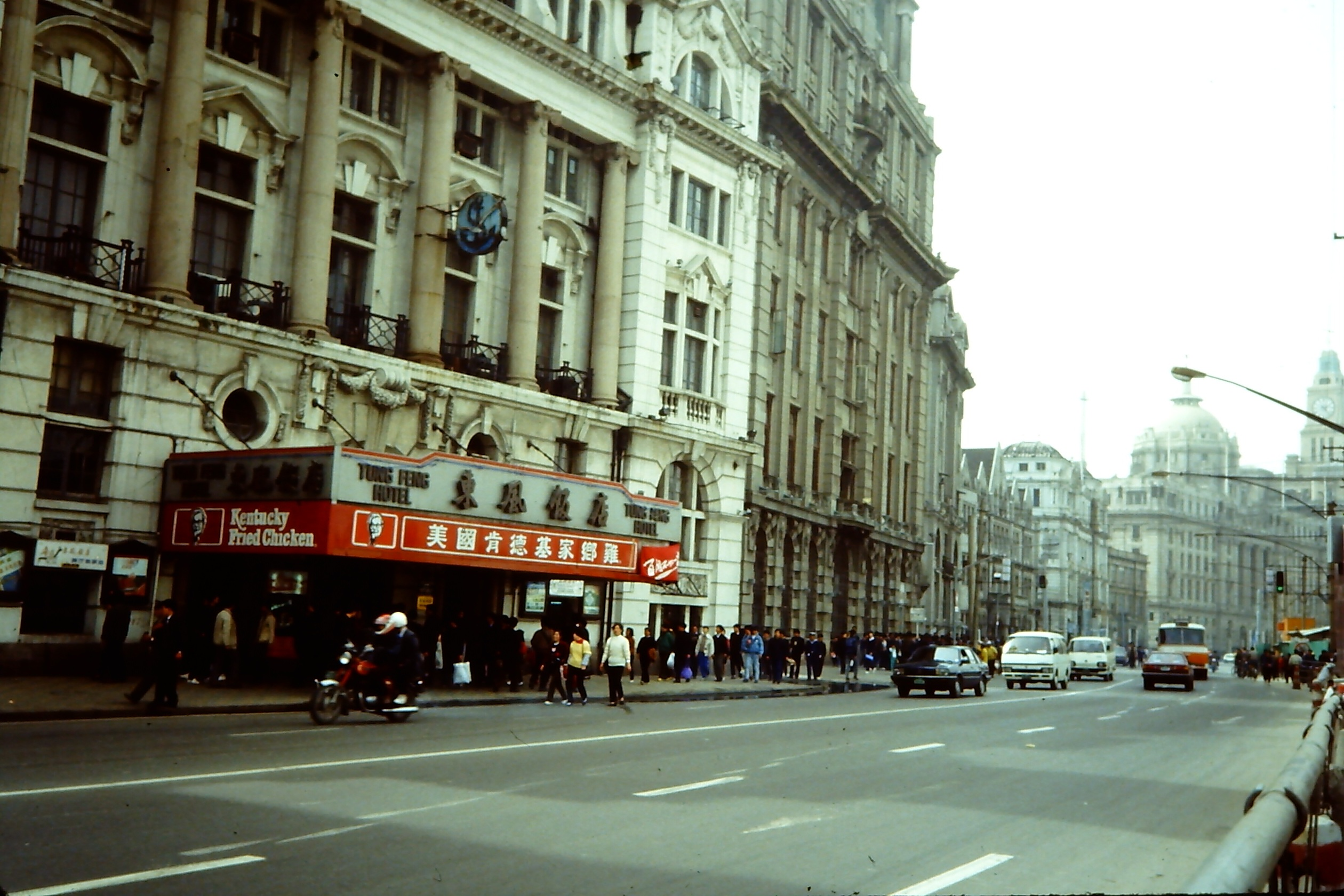
位于外滩上海总会大楼的肯德基沪上第一家门店，当时名称为“美国肯德基家乡鸡”。摄于1992年

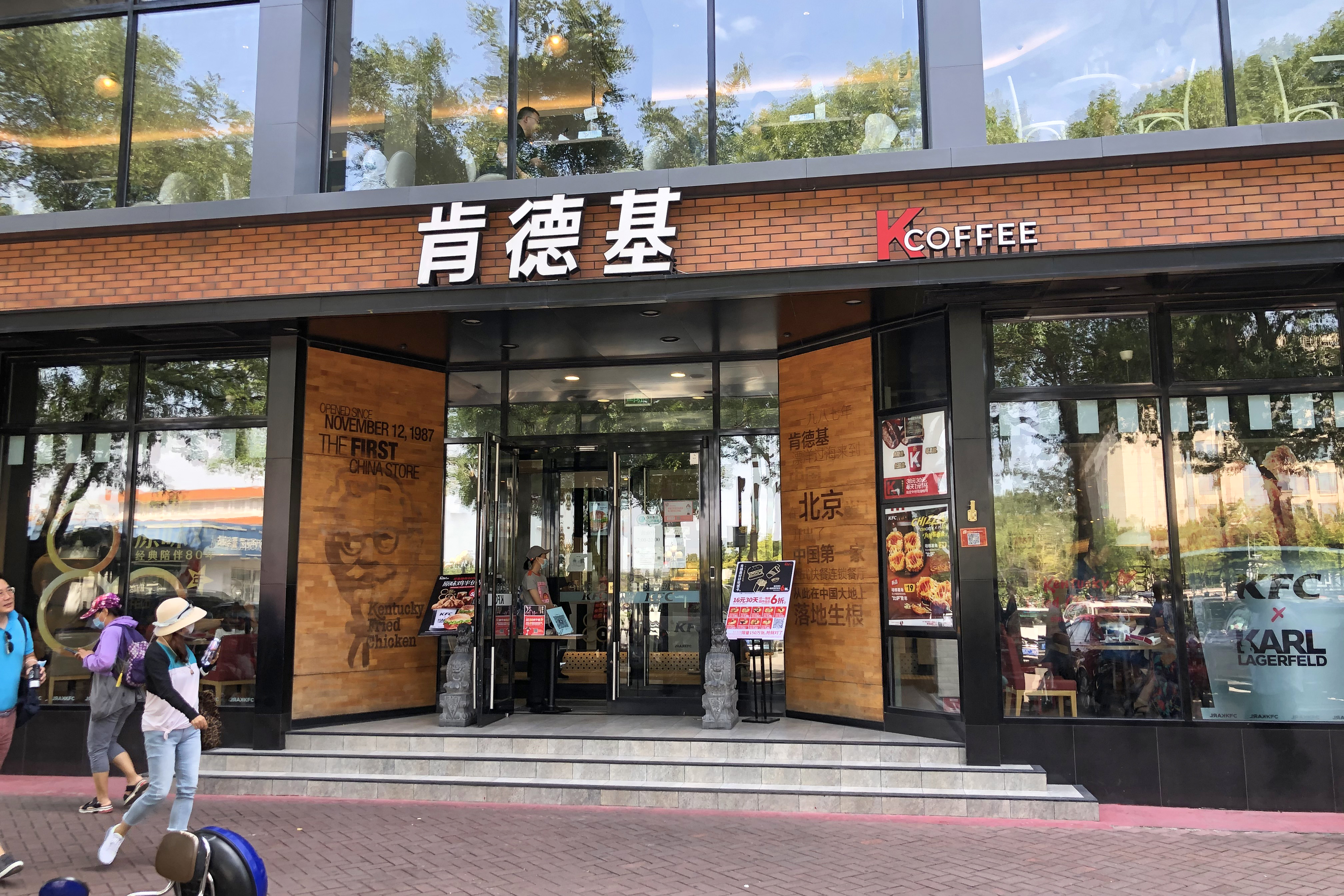
位于北京前门西大街的肯德基中国内地首店（2020年9月摄）

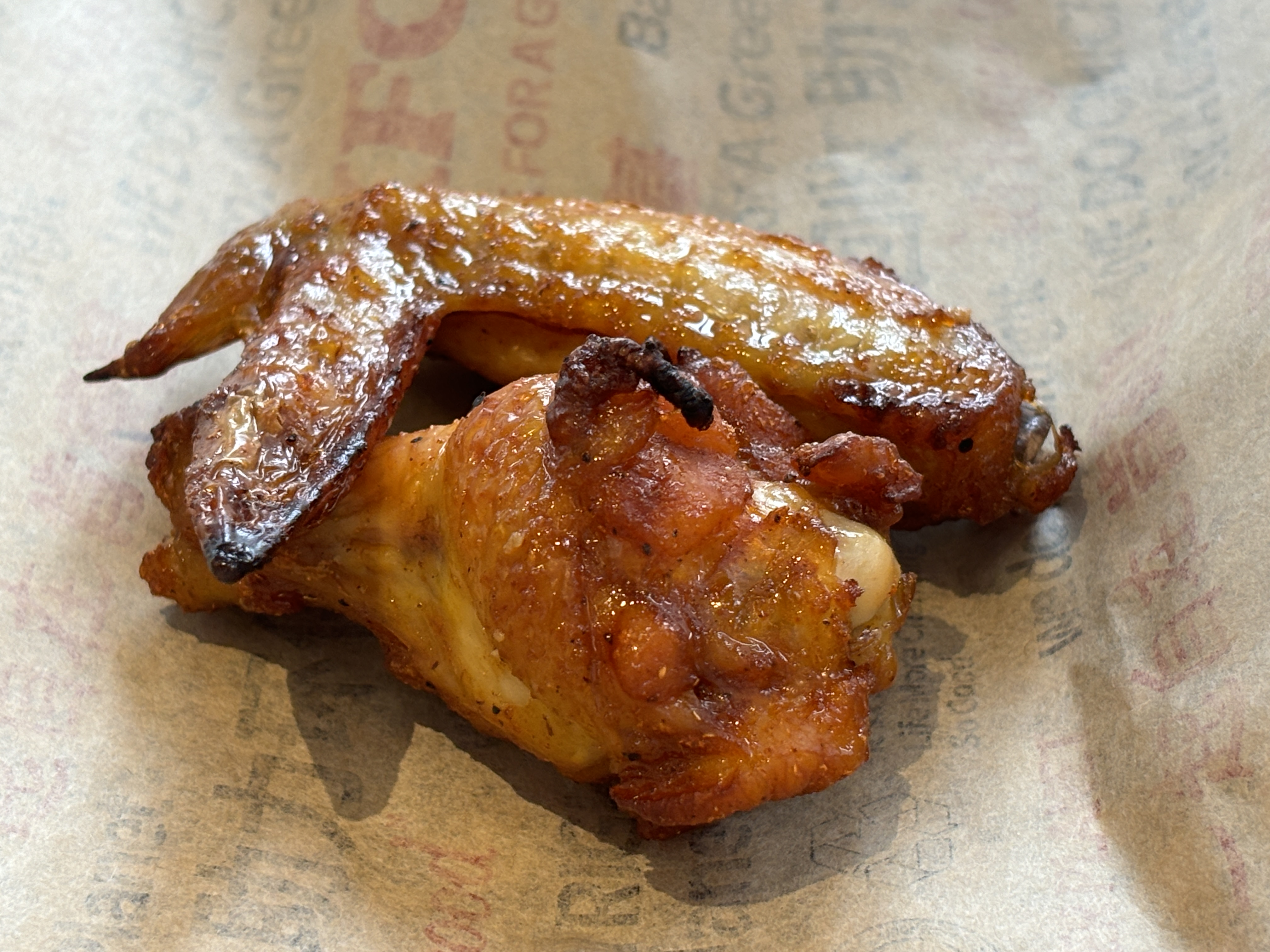
肯德基中国的特色产品“新奥尔良烤翅”

1987年11月12日，肯德基在北京市前门开设了第一家分店，名称为“肯塔基家乡鸡北京快餐店”，使肯德基成为第一家在中国开设分店的西式快餐公司。截至1994年，中国拥有28家分店，其中北京占7家。到今天，肯德基已发展成为中国最大的餐饮连锁企业，在中国拥有5000余家分店（含西部地区“清真店”），这使《爱尔兰时报》（The Irish Times）的克利福德·库南（Clifford Coonan）形容肯德基为“中国西方文化最普遍的象征”。
2002年7月，肯德基在新疆乌鲁木齐开办了第一家快餐店，在7天后销售额就近百万元，创下了当时全球肯德基单店单周销售纪录。
肯德基认为，他们之所以会在中国取得成功，是因为他们调整了菜单，以满足当地人的口味，提供类似食品如粥、蛋挞及木耳，每家店提供50种不同的食品。中国消费者喜欢吃香辣鸡，香辣鸡腿堡是最畅销的食品。另外还有老北京鸡肉卷，里面包含炸鸡、黄瓜、葱以及甜面酱；2003年又推出了“新奥尔良烤鸡翅”，是其第一款烤鸡产品，2005年又推出新奥尔良烤鸡腿堡。肯德基占的优势是，炸鸡自古以来是中国主菜，然而炸鸡的竞争对手如汉堡是外来物，对中国人来说比较陌生。公司迎合中国市场，截至2010年，中国每一百万人口只有3家餐厅，相比之下，美国每一百万人口有60家——中国分店比美国（及欧洲）分店大两至三倍；大都是每天24小时营业，提供送外卖服务；每个月推出两款新产品。泰康全球餐饮公司（肯德基母公司百胜的前身）前副董事长认为，“作为第一个……继续为肯德基提供极大的竞争优势”。
90%的中国分店由公司直营，相比之下，肯德基在全球仅拥有11%的直营分店。1980年代，公司变更策略，从引进美国经理，转而从亚洲新兴经济体聘请经理。肯德基同时建立了自己的分发基础机构，因为之前这并不存在。起步后，在中国的持续发展大都是百胜主席大卫·诺瓦克的功劳，他将中国的肯德基餐厅从1997年的100家扩张到2013年的4400家，2015年达到5000家。
2008年，诺瓦克说，他预想最终在中国经营超过2万家餐厅：“我们正在玩一场共有九关的球类游戏，已跨入第一关。”2008年初，公司在菜单上加入第一个中国街头小吃油条。2010年，公司在菜单上加上烧饼。同年8月，肯德基中国推出了迄今为止最大的产品——米饭。2012年12月，公司面临指控，说肯德基的某些供应商在禽肉内注入抗病毒药物和生长激素，违反食物安全法规。这致使公司与100家供应商断绝关系，同意与政府“积极合作”，调查其抗生素的使用。肯德基中国在2013年1月的销售量较前一年相比，下跌41%。2013年5月，《彭博商业周刊》推测肯德基可能会与中国“失去联系”。恢复原状比百胜预计来得慢，迟至2013年10月同一店面的销量持续下降，尽管降幅正在放缓。《彭博商业周刊》的莱斯利·巴顿（Leslie Patton）还强调，竞争对手与肯德基在快餐类的竞争日趋激烈。

#### 马来西亚
肯德基於1973年1月引入馬來西亞，同時全馬的第一家分店位於吉隆坡的東姑阿都拉曼路。由當時稱為“雞王”的馬來西亞商人呂正義買通肯德基股權後首次將其引入，後期因退出馬來西亞商界後將其所有股權轉讓予巴生商人林玉靜，並在最終輾轉至柔佛機構（JCorp）旗下的QSR集團。
至2013年12月为止，在马来西亚有579间分店。
2024年，由于以色列—哈马斯战争持续升温，在马来西亚，包括肯德基在内的多个外国集团由于支持以色列而遭到了杯葛。其中肯德基在马来西亚多地的分店受到了冲击而倒闭。截至4月27日，已有超过100间在马来西亚的肯德基分店因杯葛倒闭。

#### 新兴市场
1970年代早期，肯德基首次进军中东（西亞和北非）市场。西亞和北部非洲地区有超过500间分店。大部分家禽于巴西的萨迪亚公司（Sadia）采购。
2012年，肯德基在加勒比和拉丁美洲36个国家经营277家餐厅。
公司有意扩张非洲的业务，尤其肯德基在非洲已经是美国连锁餐饮业之首。KFC正慢慢在非洲各地区不断扩张，开设了70间分店，但进展一直受到采购问题阻碍，例如缺乏优质的供应商。
2022年隨著俄國入侵烏克蘭，肯德基母公司百勝餐飲集團宣布肯德基開始撤出俄罗斯，2023年四月，出售給新買家的肯德基俄罗斯门店更名Rostic's，預計於明年完成品牌更新。

## 產品

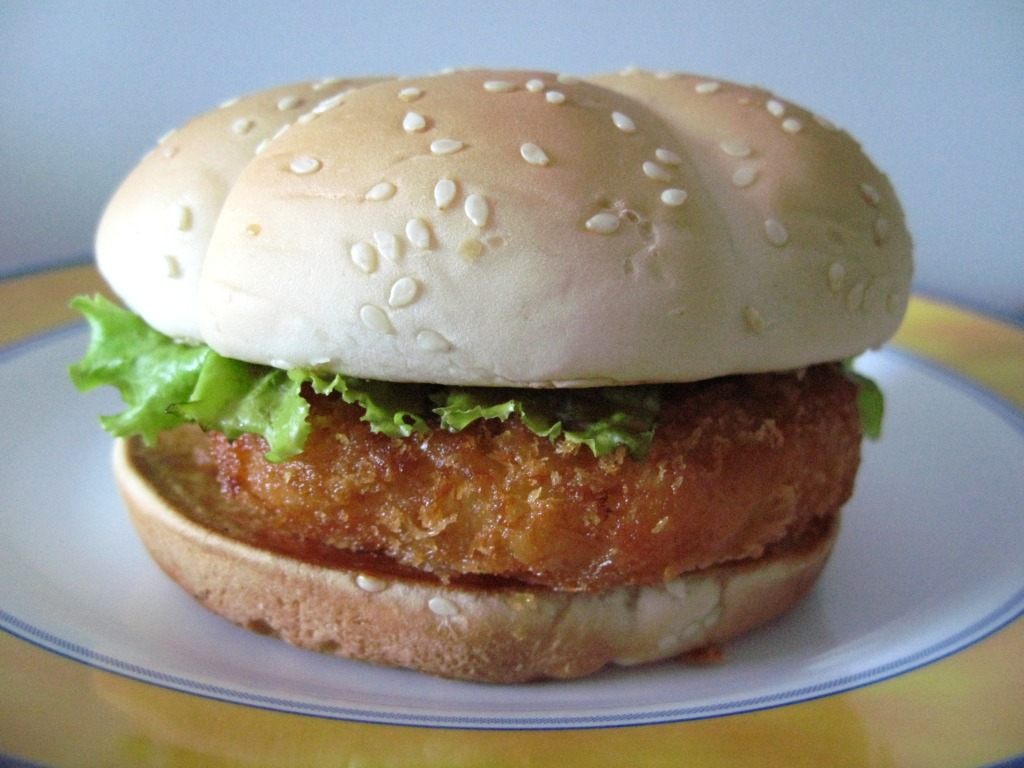
2007年越南的肯德基虾汉堡

肯德基的核心产品是加壓油炸鸡块，并以“原始配方”调味。产品通常以两人或三人份，或者一般有6至16个鸡块的家庭份量的纸板桶售出。鸡肉分成九个部分（四只鸡腿、两只鸡翅膀、一块鸡龙骨，以及两块脊椎鸡胸肉）。产品是在各个肯德基分店手工裹上麥粉，并与调味料混合，全程为2到4分钟。接着，不超过7分钟以180摄氏度加压炸鸡块。然后，鸡肉放置5分钟，等鸡肉充分冷却，再放进保温烤箱。为确保鸡肉新鲜度，肯德基政策规定如果鸡肉没有在90分钟内售出，必须将弃置。各地区使用不同的食用油来炸鸡，其中包括葵花籽油、大豆油、菜籽油和棕榈油。肯德基一位高层人士说，鸡的口感会因地区而异，这要看使用哪种食用油，也要看鸡的饲料是玉米还是小麦。

## 廣告行銷

### 官方口号
| 時間           | 官方口号                                                 | 備註                                                                                        |
| -------------- | -------------------------------------------------------- | ------------------------------------------------------------------------------------------- |
| 1956年         | “北美洲招待菜”（North America's Hospitality Dish）                                       |                                                                                             |
| 1957年－1967年 | “我们每周的七个晚上都能搞定周日晚餐”（）                 |                                                                                             |
| 1998年         | “”                                                       | 澳大利亚肯德基首次推行这个口号。                                                            |
| ?－2006年      | “”                                                       | 成为20世纪最知名的口号之一。                                                                |
| 2006年－2010年 | “跟随您的口味”                                           | [ 101 ]                                                                                     |
| ?－今          | （舔手指般的好吃）（中国地区翻译为：吮指回味，自在滋味） | 在美國（17年开始中国使用该英文口号）                                                        |
| 2010年－2016   | “”                                                       | 取代“在世界各地陆续推出。百胜一位高层人士称口号更为全面，职员、服务以及食物三个方面都适用。 |
| 2002年-2010年  | “有了肯德基，生活好滋味”                                 | 中国大陸广告末尾口号                                                                        |
| 2010年-2017年  | “生活如此多娇”                                           | 中国大陸广告末尾口号                                                                        |
| 2015-今        | “要趣就脆，KFC!”                                         | 香港广告末尾口号                                                                            |
| 2016           | “吮指美味樂無窮!”                                        | 台灣广告末尾口号                                                                            |
| 2021-今        | “我只肯德基!”                                            | 台灣广告末尾口号                                                                            |
| 2022-今        | “肯德基了啦!”                                            | 台灣广告末尾口号                                                                            |

### 吉祥物
肯德基广告宣传的重要环节是退休上校肯德基爷爷（亦称桑德斯上校），直至他于1980年逝世。桑德斯死后仍是公司的重要象征，也是“国际热情好客的象征”。
1980年后的广告宣传有时使用现代版本的肯德基爷爷。
1990年代的泰国，首次推出动画雏鸡“奇奇”（Chicky），全球多个市场，主要在亚洲和南美洲，随即陆续推出。
1994年，亨德森·福赛斯（Henderson Forsythe）在名为“上校之路”（The Colonel's Way）的电视广告描绘了肯德基爷爷。
1998年至2001年，电视广告使用由兰迪·奎德（Randy Quaid）配音的肯德基爷爷动画版本。
2012年，题为“4000名厨师”（4000 cooks）的英国广告主角为乔装成肯德基爷爷的演员。无处不在的肯德基爷爷并未防止肯德基推行满足儿童的吉祥物。

## 争議

### 有人懷疑與肥胖症的关联
自21世纪初，一直有人批评快餐的動物福利纪录，与肥胖症的关联，以及对环境的影响。
埃里克·施洛瑟（Eric Schlosser）于2002年的著作《快餐帝国》，以及摩根·史柏路克于2004年执导并主演的《超码的我》则反映了这些顾虑。

### 是否善待动物
自2003年以来，善待动物组织抗议肯德基在世界各地所选择的家禽供应商。
例外的是加拿大肯德基，其签署了一份协议，承诺只选择“善待动物”的供应商。善待动物组织举行了数以千计的示威活动。肯德基美国事业部主席格雷格·戴德里克（Gregg Dedrick）指出，善待动物组织误将肯德基归类为家禽生产商，实际上肯德基只是鸡的买家。2008年，百胜表示：“（身为）食品重大买家，（百胜）有机会及责任影响供应给我们的动物被对待的方式。我们十分重视这个责任，并会持续监控供应商。”

### 绿色和平指控
2006年，绿色和平指控肯德基的欧洲采购嘉吉公司（Cargill）的大豆来饲养鸡，而嘉吉公司被指为了种植大豆，清除大片亞馬遜雨林。

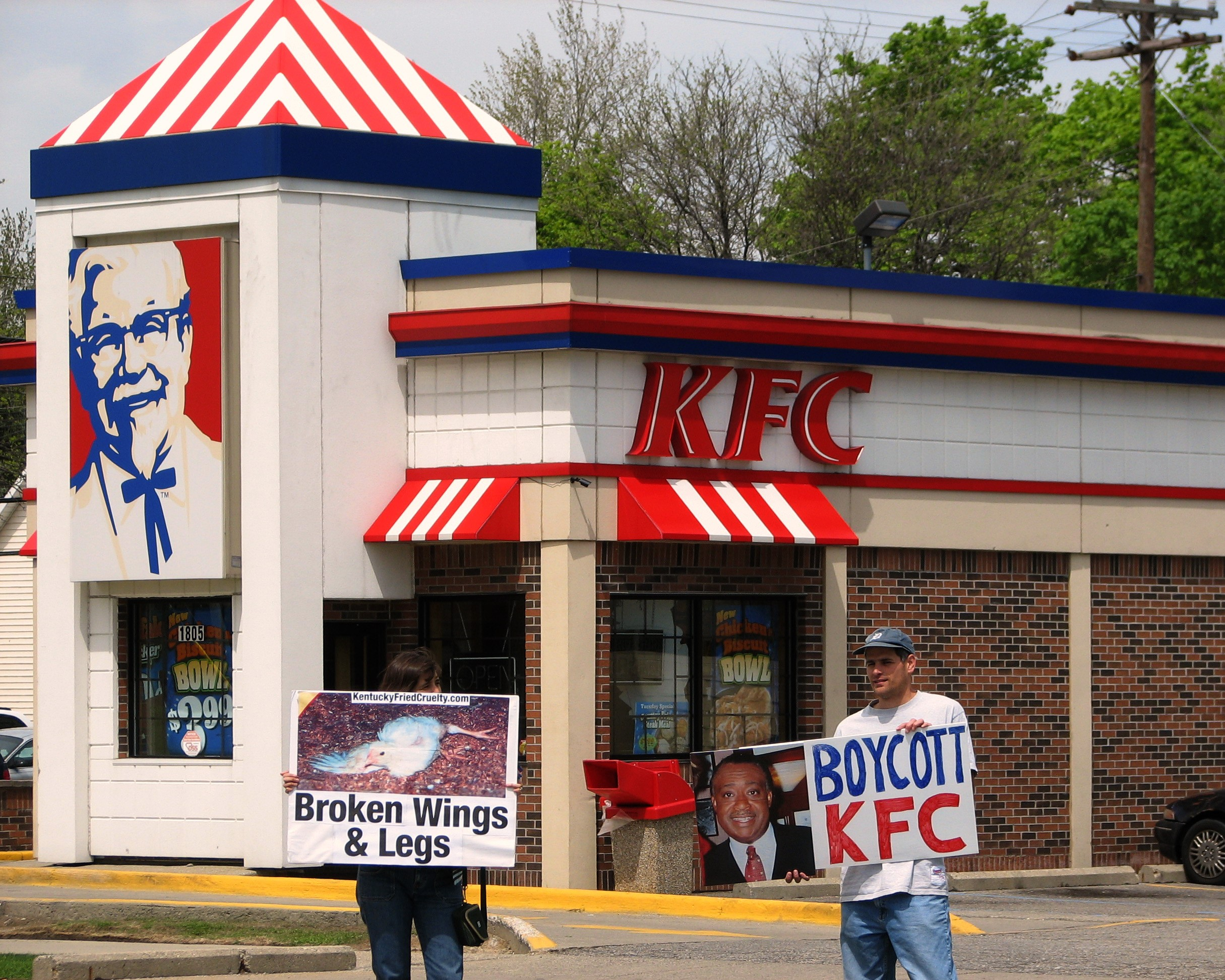
示威者在位于密歇根州奥克兰县罗亚尔奥克市（Royal Oak）的肯德基餐厅外示威。

2012年5月，绿色和平指肯德基采购印度尼西亚热带雨林木材的木浆来包装食品。独立法医检验显示，部分包装超过50%含采购于亚洲浆纸业（Asia Pulp & Paper，简称APP）混合热带硬木纤维。APP指出这种纤维在再生纸上也能找到，或者，“它亦可来自被清除的树木残留物，在作为可持续发展计划之下森林面积已缩小或烧毁之后。APP以制定严格的政策及做法，确保仅有来自面积缩小的森林的合法种植开发以及可持续木材纤维的残留物进入生产供应业。”肯德基说：“从全球角度来看，百胜（我们的母公司）采购的纸制品有60%是可持续来源。我们的供应商正努力使其成为100%。”

### 從垃圾桶拿回炸雞出售
2008年11月，肯德基元朗廣場分店被揭發賣「垃圾雞」，該店在晚上接近關閉時間，疑因店員趕收工，於是提前將保溫爐內的炸雞棄置入垃圾桶，以便清潔爐具，但當有顧客落單買炸雞時，店員竟然從垃圾桶拿回已棄置的炸雞供應給客人，以避免重新開爐炸雞，有關肯德基賣垃圾雞的片段在網絡流傳，肯德基回應稱已將該分店的人員調離崗位，有曾光顧肯德基的網民擔心這種「節儉」可能並非只出現在一間分店。

### 速生雞
2010年，中華人民共和國監管機構发现肯德基一些供应商在家禽上注射生长激素及大量抗细菌药，违反中華人民共和國法律，肯德基因而被批评。央視於2012年12月18日報導，「山東部分養殖場的速生雞未經檢驗流入百勝餐飲集團上海物流中心，從而進入肯德基。」
百勝集團CEO大卫·诺瓦克於旗下肯德基官網於2013年1月10日發布了一份致廣大消費者公開信稱，「檢測結果沒有主動通報政府」。2013年2月，大卫·诺瓦克承认丑闻“比我们想象中还要持久、具冲击力”。
百胜十分关注这个问题，因为百胜有近一半的利润来自中国市场，大部分通过肯德基。2013年，百胜报告说，销售量在2月回弹，然而12月和1月较低的销售额会导致同店销售额在第一季度下降20%。

### 沙田中心KFC出现老鼠
2012年12月16日，連鎖快餐店肯德基（KFC）於沙田一間分店驚現老鼠偷食现象，大批食客在店內用餐时，一隻長約4吋的小老鼠突然出現在近門口垃圾櫃頂客人吃剩餐盤上覓食，附近多名食客被嚇至「彈起」尖叫「KFC有老鼠呀!」事后老鼠被職員連同吃剩的食物一齐倒入垃圾袋清理掉，店方懷疑老鼠是從商場的假天花板上落下来的。

### 上海福喜食品过期变质肉类原料事件
2014年7月20日据东方卫视晚间新闻报道，中国上海地区肯德基肉类供应商上海福喜食品有限公司存在大量采用过期变质肉类原料的行为。上海食药监部门已经要求上海所有肯德基问题产品全部下架。2014年7月23日，中国百胜发布声明，决定即刻全面停止向中国福喜（包括上海福喜）的采购。

### 廣州肯德基全家桶出现蛆虫
2014年9月，在廣州的一名女士在中午時叫了一份肯德基全家桶的外送時，隔了幾個小時之後，晚餐時刻，準備要吃的時候，用刀叉剝開雞肉後，發現裡面有蛆。多家中外媒體、論壇、視頻網站有深入報導。

### 中国大陆肯德基遭民众抵制
2016年7月17日，河北省乐亭县有民众聚集至肯德基快餐店抗议，抵制肯德基。抗议民众在肯德基门店外高举中华人民共和国国旗，并拉起“抵制美日韩菲，爱我中华民族，你吃的是美国肯德基，丟的是老祖宗的脸”的横幅。而中国大陆的长沙、杭州、扬州、连云港、滁州、临沂等城市也有抗议活动。有消息称，共有11个市县的肯德基店家遭遇堵门或抗议，警方也出动维持秩序。据美国媒体报道称，民众抗议的缘由是抵制南海仲裁案的裁决结果，但这只是小部分的抵制，而并非大规模的。

### 香港肯德基分店地上糞便使顧客滑倒
2016年9月14日，香港肯德基分店發生罕見事故，一名64歲家庭主婦相約兩名友人於灣仔新鴻基中心肯德基用膳，主婦用餐後離開時，在距離大門7至8呎的通道突然滑倒地上，同時右背直撞高椅，背部近腋下位置受創。她初時以為踏中雪糕跌倒，但細看發現左大腿及鞋底沾滿黃色污物，且有惡臭，才知踏中糞便。當時餐廳經理遞上濕紙巾讓她清潔及慰問傷勢，但未有報警。最後她自行報警並由救護車送往律敦治醫院。經X光檢查後證實沒有骨折，惟右邊背部有瘀傷，當晚出院後回家休息了兩日才能外出。主婦不滿餐廳經理未能解釋為何食肆內會出現糞便，她要求翻看閉路電視，但經理聲稱閉路電視當時未有拍攝事發現場的畫面，她要求店方交代。香港肯德基回應對事件表示高度關注，並表示已向該名女士致以慰問並提供協助。發言人強調將繼續致力對客戶提供最優質的服務及食物。

### 暫停俄羅斯營運
2022年3月9日，因應俄羅斯入侵烏克蘭，肯德基母公司百勝餐飲集團表示，暫停在俄羅斯相關投資，暫停俄國境內70間肯德基門市營運，並關閉所有必勝客餐廳。

### “Type-C”梗

DarSA炸鸡店

2024年，由于肯德基在马来西亚的分店陆陆续续受到冲击，而在5月5日由于Darsa Fried Chicken (DFC) 开张后因其“100%穆斯林土著”的口號以及開張送炸鷄而受到了馬來穆斯林歡迎，而在後期由於被人發現價格比原肯德基的價格還要昂貴后。也因此該梗也迅速发酵，其中Type-C指的是马来西亚华人。另外在5月6日由於DFC被指使用民族主義字眼后在臉書發文道歉，同時也在5月10日再一次道歉。

## 相關影視作品
- 2004年，導演摩根·史柏路克拍攝的紀錄片《麥胖報告》（Super Size Me），則講述了速食食物經常會被歸類於垃圾食物、肥胖症的來源之一及對生理及心理健康的影響。
- 2006年，由李察·林克雷特执导的電影《快餐王國》（Fast Food Nation）。